# Klášter Freising
Františkánský klášter Freising je někdejší klášter františkánských reformátorů ve Freisingu v Bavorsku v arcibiskupství mnichovském, diecéze Freising. 

## Historie
Klášter svatého Františka z Assisi vysvětil v roce 1610 Arnošt z Bavor, biskup z Freisingu a kolínský arcibiskup. Před klášterem byl nejdříve hospic, od 1621 konvent. V roce 1803 v průběhu zesvětštění byl klášterní konvent rozpuštěn. Kostel byl přestavěn a zmenšen. Přízemí kláštera sloužilo jako hasičská vozovna, první poschodí bylo chudými školními sestrami zařízeno jako domácí kaple. V roce 1842 byl klášter přestavěn na dívčí školu. 